# Сава Савов
Сава Панайотов Савов е български офицер (генерал от пехотата) и политик, военен министър в края на Първата световна война.

## Биография
Сава Савов е роден на 5 декември 1865 г. в Шумен. През 1877 г. завършва първоначалното си образование в Шумен, а през 1882 г. се премества да учи във Варна, където учи последният 5-и гимназиален клас. На 6 септември 1883 г. постъпва във Военно на Негово Княжеско Височество училище, завършва на 30 август 1885 г., произведен е в чин подпоручик и веднага заминава за фронта на Сръбско-българската война (1885) – като командир на рота от 7-и Преславски полк.

### Сръбско-българска война (1885)
По време на Сръбско-българска война (1885) подпоручик Савов продължава да командва поверената му 11-а рота от 3-та дружина на 7-и пехотен преславски полк. Ротата на Савов заема Разградския редут (Сливнишка позиция) на 4 ноември, заедно с 12-а рота. Взема участие в боевете при Сливница на 5 ноември, а на следващия ден ротата му е изпратена да заеме позициите на 10-а рота пред редута. На 7 ноември се провеждат най-тежките битки, като ротата на Савов е разположена в самия редут. По-късно взема участие в Пиротското сражение. За участието си във войната е награден с Княжески орден „Св. Александър“ на военна лента.
През 1886 г. подпоручик Савов е младши офицер във 2-ри пехотен струмски полк и адютант на 2-ра дружина. През 1887 е произведен в чин поручик и е назначен на служба в 1-ви пехотен софийски полк, в който от 1888 до 1891 командва рота, като междувременно през 1890 е произведен в чин капитан. През 1891 г. е назначен за флигел-адютант в свитата на княз Фердинанд (1891 – 1896), като преди сватбата на княза през 1893 г. е флигел-адютант в свитата на княгиня Мария Луиза. През 1895 е произведен в чин майор, а през следващата годна е на значен на служба в 1-ви пехотен софийски полк като командир на дружина, на която служба е до 1898, когато е преместен в 9-и пехотен пловдивски полк. През 1902 г. е назначен за началник на Софийския военен окръг (6-о полково военно окръжие) и през 1903 г. е произведен в чин подполковник.
На 5 януари 1906 г. подполковник Савов е назначен за помощник-началник на Военното на Негово Княжеско Височество училище, на 15 август 1907 г. е произведен в чин полковник, а на 27 февруари 1908 г. е назначен за адютант на царица Елеонора. На 6 октомври 1908 е награден с Народен орден „За военна заслуга“ III степен. През 1910 г. полковник Савов поема командването на 22-ри пехотен тракийски полк.

### Балкански войни (1912 – 1913)
През Балканската война (1912 – 1913) командва 22-ри пехотен тракийски полк, отличава се в боевете при Булаир, Овче поле и Калиманци (по време на Междусъюзническата война). След Балканските войни, през 1913 г. за два месеца е командир на 1-ва бригада от 1-ва пехотна софийска дивизия, а на 14 февруари 1914 е произведен в чин генерал-майор. От 18 декември 1913 г. до 1917 е генерал от свитата на Фердинанд I и маршал на двореца.

### Първа световна война (1915 – 1918)
През Първата световна война (1915 – 1918) генерал-майор Сава Савов е назначен за началник на 5-а пехотна дунавска дивизия (27 ноември 1916 съгласно заповед № 600 по Действащата армия), като встъпва в командването на 3 декември 1916 г. На 20 май 1917 е произведен в чин генерал-лейтенант, а от 28 юли до 22 декември 1917 г. изпълнява длъжността временно командва 3-та армия, като замества боледуващият генерал Стефан Нерезов, като до март 1918 е титулярен командващ. В периода март – юли 1918 командва 4-та армия, на която длъжност е до май 1918 г., когато е извикан в двореца и аташиран към австрийската императорска двойка Карл I и съпругата му Зита.
За участието си във войната е награден със следните османски награди: медал „За бойни заслуги“, златен орден „Имтияз“, орден „Меджидие“ I степен.
На 21 юни 1918 генерал-лейтенант Сава Савов е назначен за Министър на войната, на която длъжност е до 28 октомври 1918 г., когато е уволнен по собствено желание. Докато чака да бъде уважена молбата му за уволнение от войската служи като генерал за специално поръчения и инспектор на пехотата (28 ноември 1918 – декември 1918). На 29 юни 1919 г. молбата му е уважена, той е произведен в чин генерал от пехотата и уволнен от служба.
Заема с политическа дейност в Демократическата партия. Сава Савов е народен представител в XXI (1925 – 1927) и XXIII (1931 – 1934) Обикновено Народно събрание.
По време на военната си кариера служи като ординарец на Царя.
Генерал от пехотата Сава Савов умира на 18 април 1945 г. в София.
Генерал Савов се жени два пъти, като от първата си съпруга Пенка Михайлова има 3 деца – Михаил (1895), Мария (1897) и Панайот (1905).

## Военни звания
- Подпоручик (30 август 1885)
- Поручик (1887)
- Капитан (1890)
- Майор (1895)
- Подполковник (1903)
- Полковник (15 август 1907)
- Генерал-майор (14 февруари 1914)
- Генерал-лейтенант (20 май 1917)
- Генерал от пехотата (29 юли 1919)

## Образование
- Военно на Негово Княжеско Височество училище (1883 – 1885)

## Награди
- Свети Александър“ на военна лента (1885)
- Военен орден „За храброст“ IV степен, 2-ри клас (1912)
- Народен орден „За военна заслуга“ III степен (6 октомври 1908)
- Военен орден „За храброст“ III степен, 1-ви и 2-ри клас
- Орден „Свети Александър“ III степен с мечове по средата, V степен без мечове
- Народен орден „За военна заслуга“ I степен с военни отличия, IV степен на обикновена лента
- Орден „За заслуга“ на военна лента
- Германски орден „Железен кръст“ I и II степен
- Руски орден „Света Ана“ II и III степен
- Руски орден „Свети Станислав“ II степен
- Австро-унгарски орден „Леополд“ I степен
- Орден „Меджидие“ I степен, Османска империя
- Златен орден „Имтияз“, Османска империя
- Медал „За бойни заслуги“, Османска империя